# Aveyron (Loing)
Pour les articles homonymes, voir Aveyron.
L'Aveyron, sous-affluent de la Seine par le Loing, est une rivière française de 1re catégorie coulant dans les départements de l'Yonne (Bourgogne-Franche-Comté) et du Loiret (Centre-Val de Loire), dans le bassin versant de la Seine. À ne pas confondre avec l'Aveyron, qui est un affluent du Tarn.

## Géographie
L'Aveyron appartient à la circonscription hydrographique de Seine-Normandie et à la région hydrographique Seine-aval. La longueur de son cours est de 30 km.
Il prend naissance à environ 190 m d'altitude dans le bois des Souches à la pointe nord-est de la commune de Champcevrais, dans le département de l'Yonne en Bourgogne, puis alimente l'étang de Châtre près du château éponyme. À sa sortie de l'étang il change de territoire de commune, de département et de région en passant sur la commune du Charme dans le Loiret en région Centre. 
L'Aveyron se dirige alors vers le nord en passant à l'ouest du bourg du Charme où il alimente la pièce d'eau communale. Au nord du Charme il reçoit les eaux du ru des Gargouilles, qui coulant sur Saint-Maurice-sur-Aveyron sert de limite de communes sur 1,5 km avant sa confluence. Cette confluence se fait sur la commune du Charme, mais immédiatement après l'Aveyron ne passe lui aussi sur la commune de Saint-Maurice.

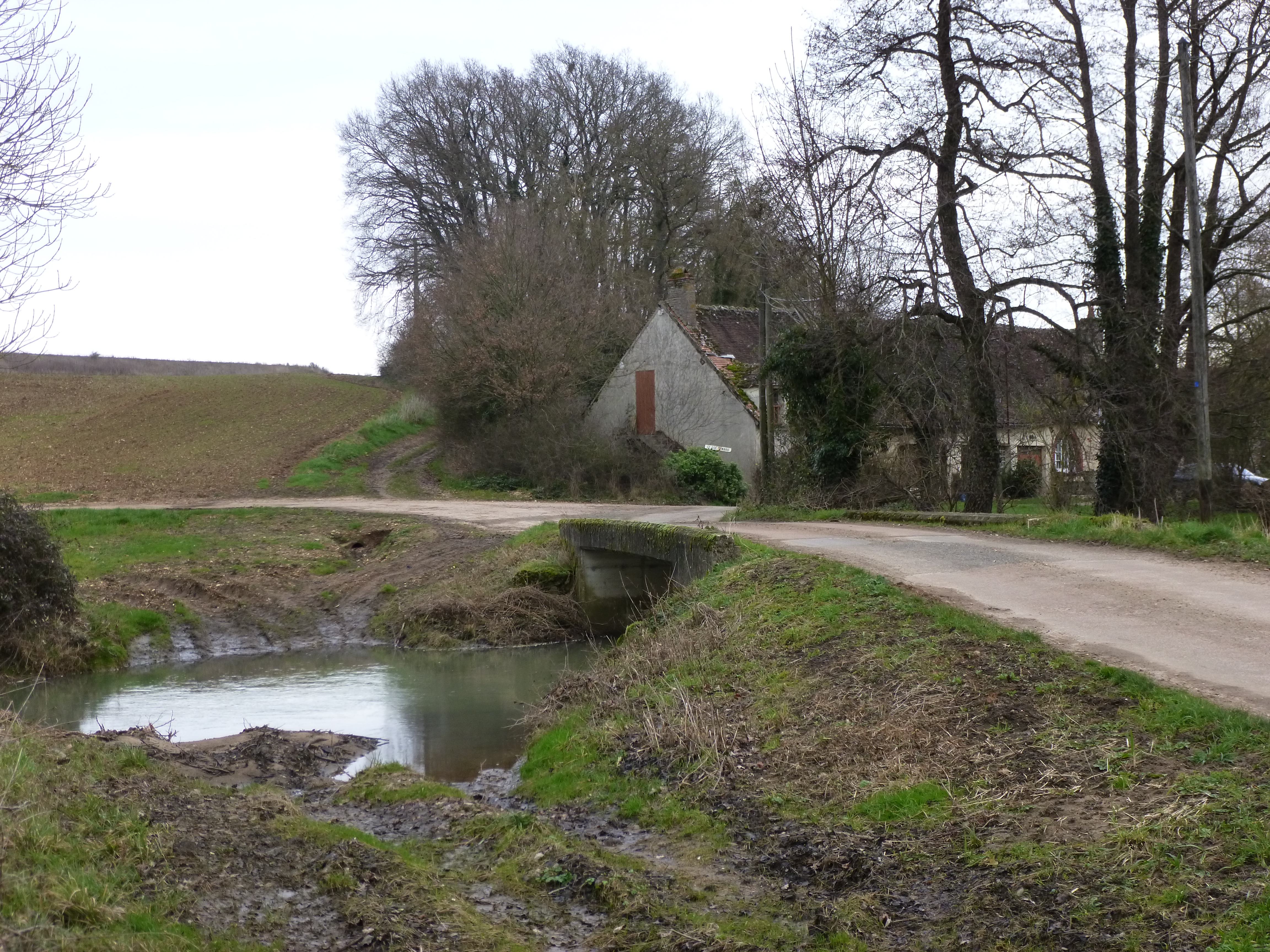
Gué Pinard : gauche et droite de la route de ce côté du pont, La Chapelle ; la maison est sur Saint-Maurice.

Il passe à Loisy et reçoit en rive droite un petit ru de 1 260 m de long qui inclut un étang de 3 ha sur son cours, avant d'arroser la Tuilerie où prend il une direction générale nord-ouest. Il rejoint ensuite le lieu-dit Maurepas où le ru du même nom se déverse en rive droite. Son cours oblique alors vers l'ouest, à proximité des vestiges de l'abbaye de Fontainejean en amont de Saint-Maurice-sur-Aveyron ; là il longe le GR 13 et reçoit les eaux du ru de Dorlot, puis celles du ru des Glaives et du ru des Boisseaux, enfin le ru de Bellefontaine. 
Il passe au sud du bourg de Saint-Maurice-sur-Aveyron, après lequel il reçoit le ru de Vaublot en rive droite près du hameau les Jeannots. À deux km en aval de cette confluence, il atteint la limite de communes avec La Chapelle-sur-Aveyron mais reste encore pendant 550 m sur le territoire de Saint-Maurice, servant de limite de communes, avant de passer sur La Chapelle 450 m avant le gué Pinard. Il quitte la limite de commune au gué Pinard. 
À Rougy, premier hameau rencontré dans la commune de La Chapelle-sur-Aveyron, il reçoit le ru des Légers puis 1,6 km plus loin en aval il contourne le bourg de La Chapelle par le nord. À un peu plus de 2,2 km en aval, aux Pichots, il passe sur la commune de Montbouy.
Sur Montbouy il sert de limite de communes avec La Chapelle pendant 660 m, puis traverse le territoire de Montbouy sur 3 km avant de confluer avec le Loing à environ 110 m d'altitude au lieu-dit Pontmonvin,.
Son cours a une pente moyenne de 3 %, sans beaucoup de variation le long de son cours par rapport à cette moyenne.

### Communes et cantons traversés

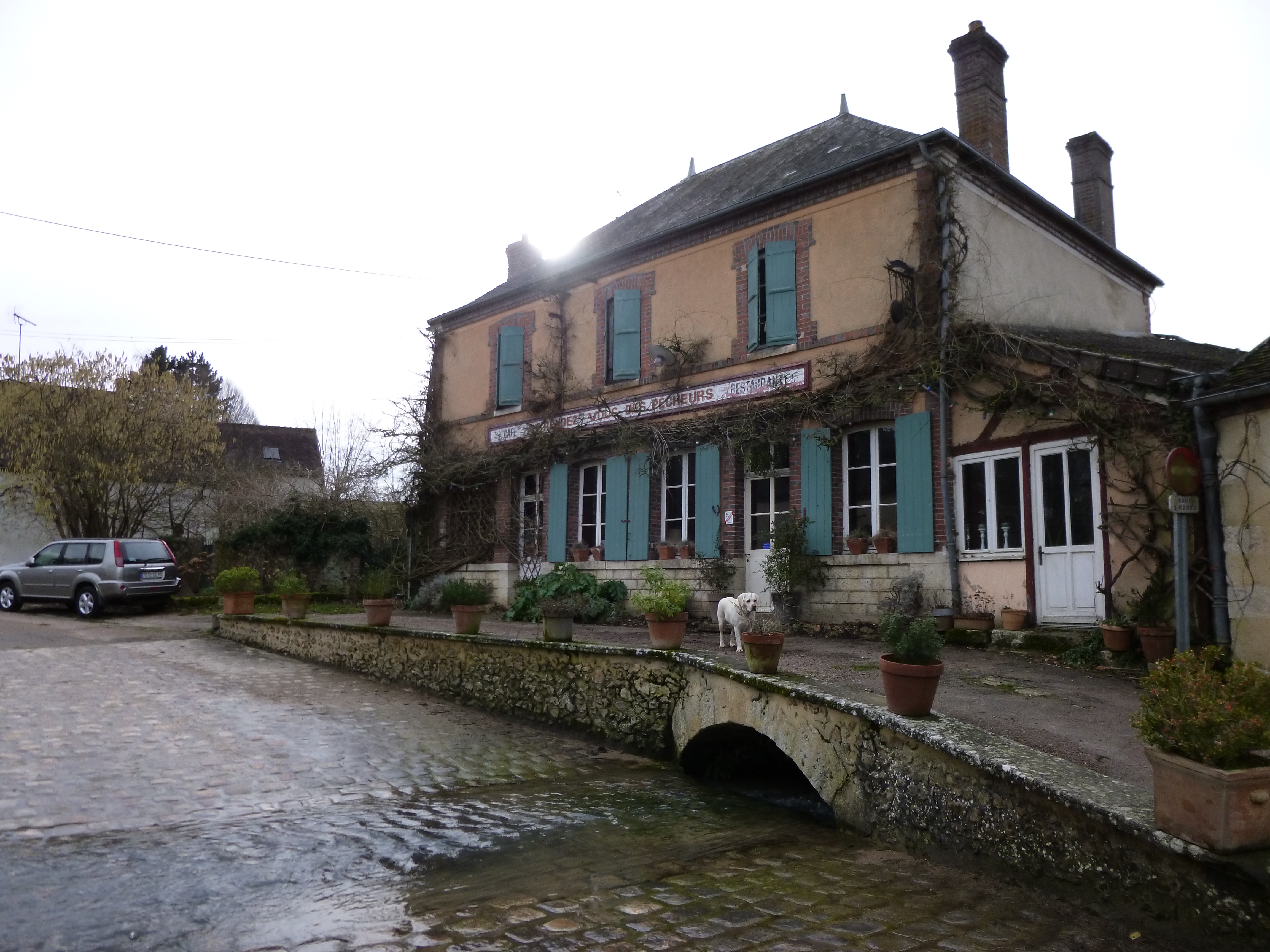
L'Aveyron à Fontainejean,
gué carrossable devant l'ancien café.

Elle traverse le territoire de cinq communes, l'une située dans le département de l'Yonne et quatre dans celui du Loiret, donc de Champcevrais (Yonne) (source), Le Charme (Loiret), Saint-Maurice-sur-Aveyron, La Chapelle-sur-Aveyron, Montbouy (confluence).
Soit en termes de cantons, l'Aveyron prend source dans le canton de Cœur de Puisaye, et conflue dans le canton de Lorris, le tout dans les deux arrondissement d'Auxerre et arrondissement de Montargis.

### Bassin versant
L'Aveyron traverse une seule zone hydrographique l'Aveyron de sa source au confluent du Loing (exclu)) (F411) de 111 km2 de superficie. Ce bassin versant est constitué à 85,89 de « territoires agricoles », à 13,66 de « forêts et milieux semi-naturels », à 0,21 de « territoires artificialisés ».

### Organisme gestionnaire
L'organisme gestionnaire est le SIVLO ou Syndicat intercommunal des vallées du Loing et de l'Ouanne, créée par fusion le 23 mai 1950  et sis à Montargis

## Affluents

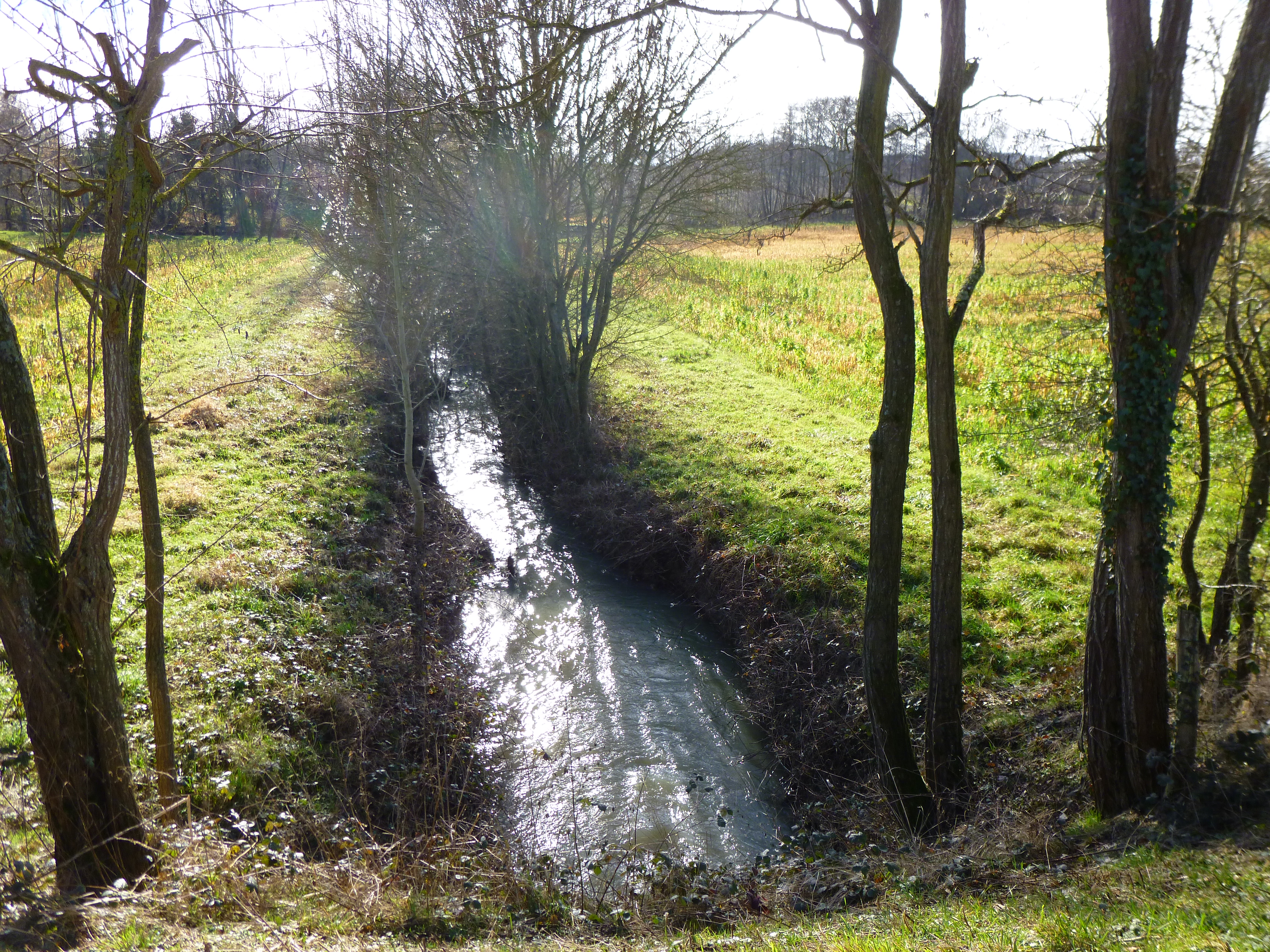
Ru de Dorlot
160 m avant sa confluence.

L'Aveyron possède sept ruisseaux affluents répertoriés dans le tableau ci-dessous. 
Par ailleurs, le ru du Bois-Blanc, affluent du ru de Dorlot, et le ru du Genou, affluent du ru de Bellefontaine, sont des sous-affluents de l'Aveyron.
Ne pas confondre le ru de Bellefontaine affluent de l'Aveyron sur la commune de Saint-Maurice, avec le ru de Bellefontaine affluent du Vrin sur la commune de la Ferté-Loupière.
| Ruisseau      | Longueur | Rive   | Communes                                                   |
| ------------- | -------- | ------ | ---------------------------------------------------------- |
| Gargouilles   | 2,6      | droite | Le Charme, Saint-Maurice-sur-Aveyron                       |
| Maurepas      | 3,9      | droite | Saint-Maurice-sur-Aveyron                                  |
| Dorlot        | 6        | droite | Melleroy, Saint-Maurice-sur-Aveyron                        |
| Glaives       | 4,7      | gauche | Aillant-sur-Milleron, Le Charme, Saint-Maurice-sur-Aveyron |
| Boisseaux     | 1,9      | gauche | Saint-Maurice-sur-Aveyron                                  |
| Bellefontaine | 3,5      | droite | Saint-Maurice-sur-Aveyron                                  |
| Vaublot       | 1,2      | droite | Saint-Maurice-sur-Aveyron                                  |
| Légers        | 2,4      | droite | La Chapelle-sur-Aveyron                                    |

Le ru de Dorlot est de rang de Strahler deux, donc le rang de Strahler est de trois.

## Hydrologie
L'Aveyron est une rivière assez irrégulière, à l'instar de ses voisines des régions sud et est du bassin du Loing. 

### L'Aveyron à La Chapelle-sur-Aveyron
Son débit a été observé durant une période de 28 ans (1980-2007), à La Chapelle-sur-Aveyron située peu avant la fin de son parcours au confluent avec le Loing. La surface ainsi étudiée est de 99 km2, soit 90 % de la totalité du bassin versant de la rivière qui en fait 110.
Le module de la rivière à La Chapelle-sur-Aveyron est de 0,494 m3/s. 
L'Aveyron présente des fluctuations de débit saisonnières fort marquées. Les hautes eaux se déroulent en hiver et se caractérisent par des débits mensuels moyens allant de 0,777 à 1,07 m3/s, de décembre à mars inclus (avec un maximum assez net en janvier). À partir du mois d'avril, le débit baisse rapidement jusqu'aux basses eaux d'été qui ont lieu de juin à septembre inclus, entraînant une baisse du débit mensuel moyen jusqu'à 0,124 m3/s aux mois d'août et de septembre. Mais ces moyennes mensuelles ne sont que des moyennes et cachent des fluctuations bien plus prononcées sur de courtes périodes ou selon les années.

### Étiage ou basses eaux
Aux étiages, le VCN3 peut chuter jusque 0,020 m3/s (vingt litres) en cas de période quinquennale sèche, ce qui est assez sévère, le cours d'eau étant alors réduit à peu de chose. Mais ce fait est fréquent parmi les rivières de la région. 

### Crues
Les crues peuvent être très importantes, compte tenu de la petitesse du bassin versant et de la faiblesse du débit moyen. Les QIX 2 et QIX 5 valent respectivement 10 et 16 m3/s. Le QIX 10 est de 20 m3/s, le QIX 20 de 24 m3/s, tandis que le QIX 50 se monte à 28 m3/s.
Le débit instantané maximal enregistré à La Chapelle-sur-Aveyron a été de 34 m3/s le 9 janvier 1982, tandis que la valeur journalière maximale était de 22,6 m3/s le même jour. Si l'on compare la première de ces valeurs à l'échelle des QIX de la rivière, l'on constate que cette crue était largement supérieure au niveau défini par le QIX 50, et donc tout à fait exceptionnelle (sans doute était-ce une crue d'ordre centennal).

### Lame d'eau et débit spécifique
Au total, l'Aveyron est une rivière peu abondante. La lame d'eau écoulée dans son bassin versant est de 158 millimètres annuellement, ce qui est nettement inférieur à la moyenne d'ensemble de la France (320 millimètres par an), et aussi à la moyenne du bassin de la Seine (plus ou moins 245 millimètres par an). C'est cependant quelque peu supérieur à l'ensemble du bassin du Loing (148 millimètres par an). Le débit spécifique (ou QSP) atteint 5,0 litres par seconde et par kilomètre carré de bassin.

## Hydronymie
Au XIIe siècle, le nom de la rivière est attesté sous la forme Lavion. La forme Averio est antérieure au XIIIe siècle. Averon est une forme récurrente du début du XVIIe siècle jusque vers la fin du XVIIIe siècle.

## Patrimoine

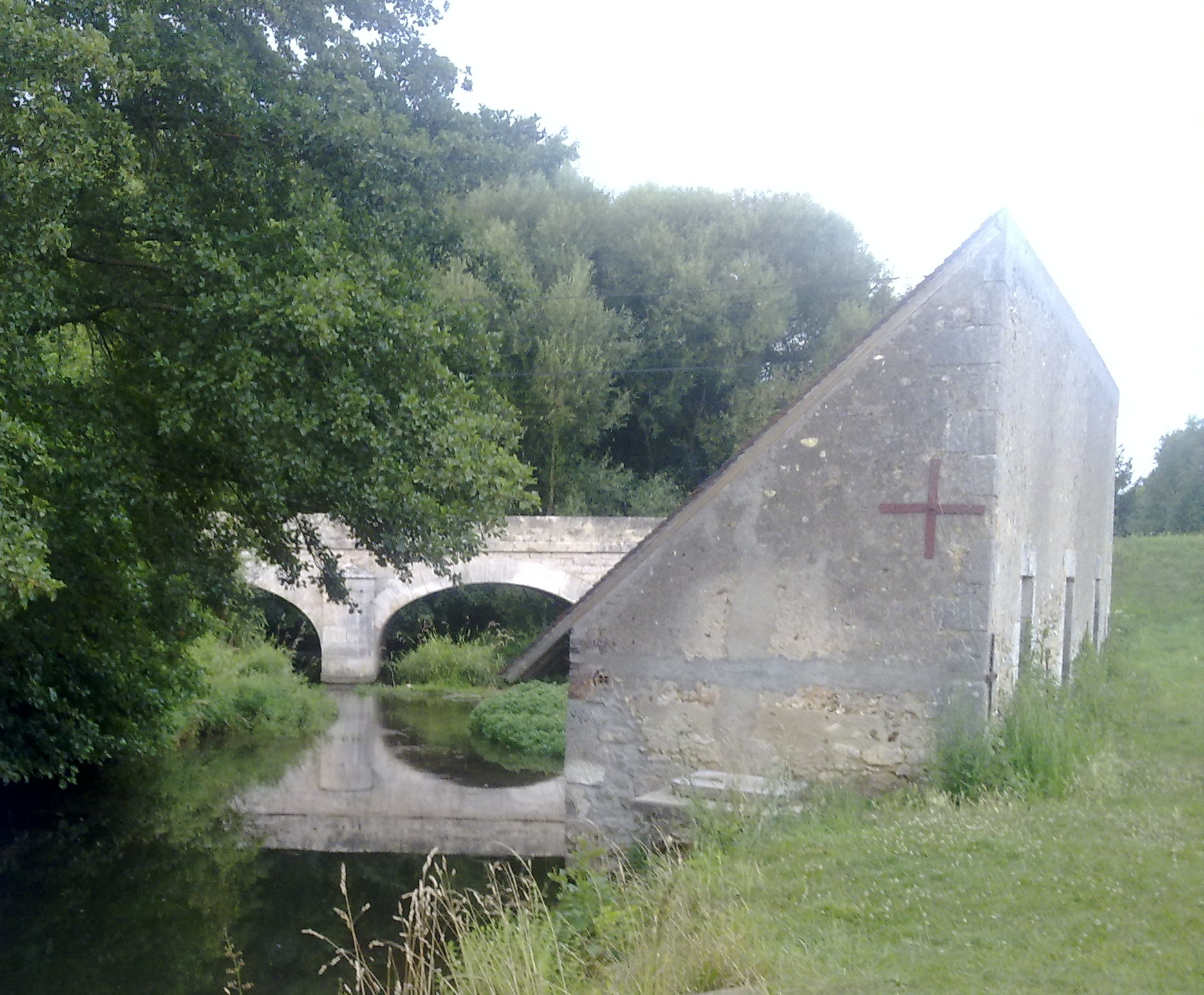
La Chapelle : lavoir et pont de la D 37.

Plusieurs édifices notables se situent sur ou à proximité du cours de la rivière, de l'amont vers l'aval :
- le château de Châtre à Champcevrais[B 1] ;
- les vestiges de l'abbaye de Fontainejean près de Saint-Maurice-sur-Aveyron[B 2] ;
- un lavoir du XIXe siècle[B 3] et le moulin de La Gravière du XVIIIe siècle[B 4] à La Chapelle-sur-Aveyron.